# Малая Уга
Малая Уга — река в России, протекает по Алнашскому району Удмуртской Республики. Правый приток реки Варзи. Длина реки — 14 км.

## География
Малая Уга начинается в лесном массиве восточнее Асановского совхоза-техникума. Течёт в общем восточном направлении. В верхнем течении запружена, ниже пруда по правому берегу населённые пункты Чумали, Муважи и Чёрный Ключ. Впадает в Варзи в 8,8 км от устья последней. Высота устья — 70,3 м над уровнем моря.

## Данные водного реестра
По данным государственного водного реестра России относится к Камскому бассейновому округу, водохозяйственный участок реки — Иж от истока и до устья, речной подбассейн реки — бассейны притоков Камы до впадения Белой. Речной бассейн реки — Кама.
Код объекта в государственном водном реестре — 10010101212111100027613.